# Chronomaster
Chronomaster – komputerowa gra przygodowa na platformę DOS stworzona przez DreamForge Entertainment i wydana przez IntraCorp 20 grudnia 1995. Główną część fabuły napisał Roger Zelazny, który zmarł w czasie procesu tworzenia gry. Prace nad fabułą ukończyła partnerka Zelazny’ego - Jane Lindskold.